# Douglas Flint
Sir Douglas Jardine Flint (Glasgow, 8 luglio 1955) è un banchiere scozzese, dal 2011 al 2017 presidente di HSBC Holdings, dopo esserne stato dal 1995 direttore finanziario dal 1995. È presidente di Abrdn.

## Biografia
Flint ha conseguito una laurea con lode in Contabilità presso l'Università di Glasgow. Ha inoltre completato il corso PMD presso la Harvard Business School nel 1983. Flint è membro di numerosi organismi professionali come l'Institute of Chartered Accountants of Scotland, l'organismo professionale della British Association of Corporate Treasurers e, più recentemente, l'Institute of International Finance dove ora ricopre la carica di presidente del consiglio. È anche membro del Chartered Institute of Management Accountants.

## Carriera
Flint ha iniziato la sua carriera in Peat Marwick Mitchell & Co. (ora KPMG) ed è stato nominato partner dell'azienda nel 1988. È diventato direttore finanziario del gruppo di HSBC nel 1995. È stato presidente della revisione del Turnbull da parte del Financial Reporting Council. Guida al controllo interno dal 2004 al 2005 ed è stato membro dell'Accounting Standards Board e dello Standards Advisory Council della International Accounting Standards Committee Foundation dal 2001 al 2004.
Nel giugno 2006, in riconoscimento dei suoi servizi al settore finanziario, è stato nominato CBE (Commendatore dell'Ordine dell'Impero Britannico).
Flint è diventato presidente del gruppo HSBC alla fine del 2010.  Nel 2014, ha criticato le normative bancarie definendole "sproporzionate",  "avversione ingiustificata al rischio [che] minaccia di limitare l'accesso alle procedure formali sistema finanziario a molti che potrebbero trarne beneficio”.
È diventato presidente di IP Group nel novembre 2018.  Nell'ottobre 2018 è stato annunciato che sarebbe diventato il nuovo presidente di Standard Life Aberdeen (Abrdn) il 1º gennaio 2019, succedendo a Sir Gerry Grimstone.
Nel 2023, Flint è stato incluso in un gruppo di dieci membri per consigliare il leader dell'opposizione Keir Starmer.